# Pentatlón militar

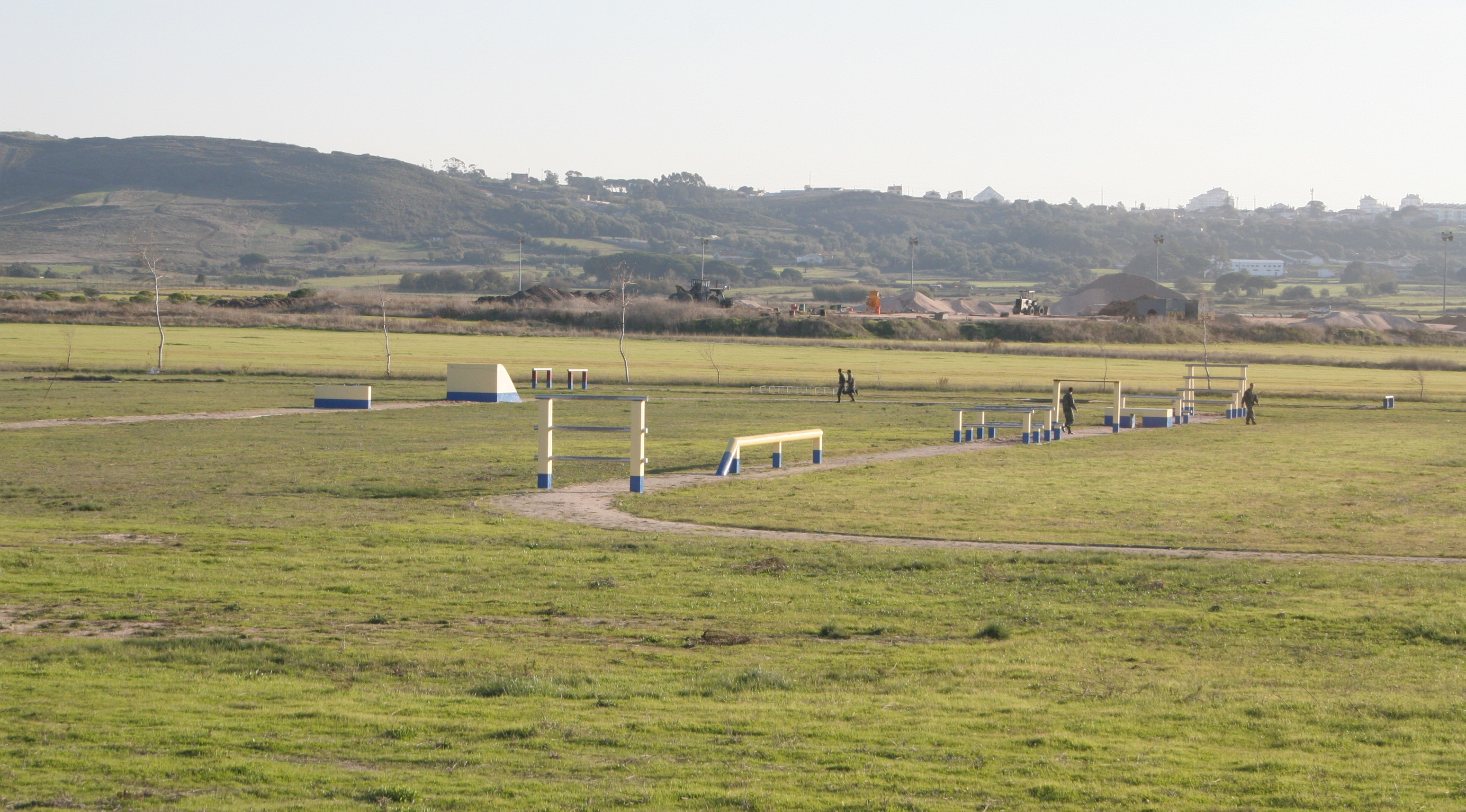
Pista de obstáculos.

El pentatlón militar es una disciplina combinada de cinco pruebas deportivas arriesgadas al entrenamiento de los militares. Tiene su origen en el adiestramiento de los batallones de paracaidistas, comandos, buzos tácticos y patrulleros del Ejército de los Países Bajos, implementado luego de la II Guerra Mundial.
Disciplinas del Pentatlón militar:
- Tiro con fusil a 200 metros, con dos pruebas, una de precisión y otra de velocidad.
- Recorrido de obstáculos (500 metros), con 20 obstáculos.
- Natación con obstáculos (50 metros), con 4 obstáculos.
- Lanzamiento con granadas en precisión y distancia.
- Cross-country, 8 km. para los competidores masculinos y 4 km. para las competidoras femeninas.

## Historia
En 1946 un oficial francés, el Capitán Henri Debrus, concibió la idea de organizar una competición deportiva reservada exclusivamente para los
miembros de las Fuerzas Armadas.
Despertó su atención una forma de entrenamiento físico y técnico practicado por las Unidades Paracaidistas holandesas, el cual consistía en un lanzamiento en paracaídas, una marcha y el franqueamiento de una serie de
obstáculos que finalizaba con la simulación de un combate empleando armamento individual y granadas de mano.
La primera tricompetición basada en este modelo tuvo lugar en el Centro de Entrenamiento Físico-Militar de Friburgo, en la zona alemana ocupada por Francia, en agosto de 1947, con la participación de equipos belgas, franceses y holandeses.
El Reglamento, modificado por la experiencia lograda en esta competición, fue aprobado por las autoridades militares francesas y extensamente difundido en el ámbito de sus Fuerzas Armadas, siendo bautizado con el nombre de Pentatlón Militar.
El Consejo Internacional del Deporte Militar (CISM) pronto se interesó por este proyecto, organizando campeonatos internacionales anualmente. 
Tras su modesto inicio en 1950, en el que sólo participaron tres naciones (Bélgica, Francia y Suecia), el Pentatlón Militar ha visto cómo paulatinamente se han ido sumando más naciones. Desde la celebración en 1950 del primer campeonato mundial del CISM de Pentatlón Militar todos los años se han ido celebrando campeonatos mundiales, a excepción de tres años (1969, 1972 y 1982).
En 1988, durante los campeonatos regionales de los países escandinavos, se puso en práctica la reglamentación de este deporte para las mujeres, siendo en 1991, en Oslo (Noruega), el primer Campeonato del Mundo de Pentatlón
Militar en el que participó la mujer.
El aumento de interés por este deporte por parte sobre todo de las naciones europeas contribuyó al establecimiento de una forma institucional de los Campeonatos Continentales en Europa, organizándose dichos campeonatos por primera vez en la localidad alemana de Múnich en 1992.
Como consecuencia de la caída del muro de Berlín y la desaparición del Pacto de Varsovia se ha visto incrementada la participación de los países del Este de Europa y Asia, sobre todo a raíz de la disolución del SKDA (Comité Deportivo de los Ejércitos Aliados), que aglutinaba a dichos países y a otros no alineados, los cuales, tras la solicitud de ingreso en el CISM, han mostrado un gran interés por este deporte.
El CISM ha ido perfeccionando, a través del Comité Técnico Permanente de Pentatlón Militar, la reglamentación de este deporte con el fin de estimular la preparación de los participantes; el actual pentatleta, con sus actuales armas, granadas e indumentaria, poco se parece al soldado inicial.

## Tiro con fusil
El tiro es la primera prueba a realizar dentro del orden impuesto por la reglamentación; las características de la prueba y las derivadas de ser la primera prueba, va a condicionar la moral del pentatleta en las demás pruebas.
El tiro se efectuará con fusil estándar de grueso calibre, con cargadores de diez cartuchos como máximo. El calibre no debe superar los 8 mm.
Puesto de tiro no inferior a 160 x 250 cm.
Blancos de papel de 130 x 130 cm como mínimo, con 10 círculos concéntricos, negros los 5 interiores y blancos los exteriores, de 10 cm de diferencia.
La competición de tiro consta de 2 partes:
- Tiro de prueba (5 disparos en 7 minutos).
- Tiro de competición, a su vez consta:
  - Tiro de precisión (10 disparos en 10 minutos).
  - Tiro de velocidad (10 disparos en 1 minuto).

### Paleteo
Los impactos del tiro de prueba y tiro de precisión serán señalizados individualmente, indicando su valor y su posición.
Después de cada disparo:
- Se bajará el blanco.
- Se determinará la localización del impacto, se señalizará y se cubrirá con un parche transparente.
- Se subirá el blanco.
- Se indicará al tirador el valor y la localización del impacto.

Se utilizará una paleta de 20 a 25 centímetros de diámetro, blanca por una cara y negra por la contraria.
Los impactos en las zonas 1 a 8 se indicará mediante la colocación del disco de la paleta con la parte negra en dirección a la línea de tiradores en el lugar apropiado sobre la estructura del blanco en posición vertical. 
Si el impacto es un 9, se mueve de arriba abajo varias veces sobre el fondo negro del blanco con la parte blanca de la paleta hacia la línea de tiradores. 
Si el impacto es un 10, se describe un círculo en sentido de las agujas del reloj sobre el fondo negro del blanco con la parte blanca de la paleta hacia la línea de tiradores. Los 10 interiores se indicaran se indicaran alternando las caras blanca y negra sobre la zona central del blanco. 
Si el impacto es 0 se indicará mostrando al tirador la parte negra de la paleta moviéndola horizontalmente, de lado a lado del blanco, e indicando posteriormente su localización.

## Recorrido de obstáculos
Estará compuesto por 20 obstáculos en 500 metros. Se celebrará en una o varias calles, siempre que éstas sean iguales, teniendo una anchura mínima de 2 metros. Los obstáculos tendrán una separación mínima de 5 metros.
Camiseta de manga larga, pantalones hasta los tobillos y no se permiten zapatillas con clavos.
- 1. Escala de cuerda: 5 metros de altura con 11 peldaños. Subida libre y caída al otro lado.
- 2. Doble barra: alturas de 0,95 y 1,35 metros separadas 0,65 metros. Primera por arriba, tocar el terreno y segunda por arriba.
- 3. Cuerdas sucesivas: 5 cuerdas elásticas separadas 2 metros a 0,55 metros del terreno. Estilo libre por encima.
- 4. Alambrada: 20 metros a 0,45-0,50 metros del terrero. Reptando a estilo libre.
- 5. Vado: 5 apoyos cilíndricos de 15-20 centímetros de diámetro con 0,15-0,20 metros de altura en 8 metros de distancia, separación de 1,33 metros. Cruzar el vado apoyándose sólo en los apoyos cilíndricos.
- 6. Espaldera: 3 barras horizontales a 0,7, 1,5 y 2,2 metros de altura. Estilo libre pasando por encima de la superior.
- 7. Barra de equilibrio 1: 8,5 metros a 0,9-1,0 metros de altura. Estilo libre sin contacto con el terreno.
- 8. Muro inclinado con cuerda: 3 metros de altura con plano inclinado de 3,5 metros. Subida a estilo libre y salto.
- 9. Barras horizontales (sube-baja): 4 barras de 1,20 y 0,60 metros de altura sucesivamente separadas 1,60 metros. Estilo libre pasando la primera y la tercera por arriba y la segunda y la cuarta por abajo.
- 10. Tabla tailandesa : tabla a 2 metros de altura con un ancho de 0,4-0,5 metros. Pasar el obstáculo por arriba sin utilizar apoyos.
- 11. Túnel y pareja de barras: Túnel de 1-1,2 metros de longitud con una apertura de 0,5x0,5 metros, barras de 1,2 y 0,5 metros de altura, con 1,75 metros de separación entre los elementos. Atravesar el túnel frontalmente, primera barra por arriba y segunda barra por abajo.
- 12. Cuatro barras en escalera: 4 barras a 0,75, 1,25, 1,80 y 2,30 metros de altura separadas 1,30 metros. Estilo libre pasando por encima de las barras.
- 13. Talud y foso: 1,8 metros de altura y 3 metros de longitud, foso de 0,5 metros de profundidad. Estilo libre.
- 14. Muro 1: 1 metro de altura. Estilo libre por arriba.
- 15. Foso: 2 metros de profundidad. Saltar dentro y subir por la pared frontal.
- 16. Escala metálica vertical: 4 metros de altura con 8 peldaños. Estilo libre pasando por encima del pórtico.
- 17. Muro 2: 1,9 metros de altura. Estilo libre por arriba.
- 18. Barra de equilibrio 2: 3 barras horizontales de 5 metros, colocadas oblicuas a 135°, a 0,5 metros de altura. Estilo libre pasando las 3 barras por encima sin tocar el terreno.
- 19. Laberinto: 8 metros de longitud con barandilla de 0,8 metros de altura. Correr a través del laberinto.
- 20. Tres muros sucesivos: alturas de 1, 1,2 y 1 metros en una distancia de 12 metros. Estilo libre pasando los 3 muros por arriba.

Las participantes femeninas no pasarán los obstáculos 1, 8, 12 y 16. Los obstáculos 10, 15 y 17 se realizarán con ayuda de un cajón de 30 centímetros de altura.

## Natación con obstáculos
Estará compuesto por 4 obstáculos en 50 metros. Se celebrará en una o varias calles, siempre que éstas sean iguales. Estilo de nado libre.
Bañador no transparente, se permite gafas y gorro de baño.
- 1. Dos rollizos: 15-20 centímetros de diámetro, separados 3 metros, el primero fijo y el segundo flotante. Se franqueará el primero por arriba y el segundo por abajo.
- 2. Balsa flotante: 3 metros de longitud, con listón de 5-10 centímetros a la entrada y salida. Se pasará por debajo.
- 3. Plataforma fija: 1,2 metros de longitud con 8 centímetros de grosor, colocada a 0,5 de la superficie del agua con una esterilla antideslizante. Pasando por encima sin apoyos.
- 4. Rollizo: flotante de 15-20 centímetros de diámetro. Se pasará por debajo.

El franqueamiento incorrecto de obstáculos conllevará una penalización de 10 segundos por obstáculo mal franqueado.

## Lanzamiento de Granadas
La prueba tendrá lugar en uno o varios campos de lanzamiento, siempre que sean idénticos y tengan la misma orientación. Se lanzará tras un parapeto de 1,25 metros de altura y 2 metros de longitud.
Granadas estandarizadas para todos los competidores. 600 gramos con 15 centímetros de circunferencia para competidores masculinos, y 400 gramos con 12 centímetros de circunferencia para competidoras femeninas.
Camiseta de manga larga, pantalones largos y calzado sin clavos.
Se compone de dos partes:
- 1. Precisión:

Cuatro círculos, cada uno de ellos con dos zonas concéntricas, de 2 y 4 metros de diámetro, a 20, 25, 30 y 35 metros de distancia para hombres, y a 15, 20, 25 y 30 metros para mujeres. En el centro de los círculos se coloca una bandera de 20 centímetros de altura.
Lanzamiento en 3 minutos de 16 granadas, 4 para cada círculo.
Cualquier lanzamiento antes de la señal será considerado fallo del primer círculo, y si se produce después de la señal se considera fallo del cuarto círculo.
Círculo 1: 7 puntos interior, 3 puntos exterior.
Círculo 2: 8 puntos interior, 4 puntos exterior.
Círculo 3: 9 puntos interior, 5 puntos exterior.
Círculo 4: 10 puntos interior, 6 puntos exterior.
Máximo 136 puntos.
- 2. Lanzamiento en distancia:

Tres lanzamientos en 2 minutos, será registrado el lanzamiento más largo dentro de los límites laterales.
La distancia en metros y centímetros será convertida en puntos.

## Récords mundiales

### Tiro con fusil
- Hombres: (200 puntos)
  - Diego Vargas ( Argentina) 1999
  - Geir Todal ( Noruega) 1979
  - Krister Rhönnstad ( Suecia) 1987
  - Bjørn Staale Jenssen ( Noruega) 1998
  - Marco Kallmrier ( Alemania) 2002
  - Yasin Tas ( Turquía) 2002
  - A. Kudzin ( Bielorrusia) 2003
  - D. Van de Cloot ( Bélgica) 2003
  - Wei Liu ( China) 2004
- Mujeres: (199 puntos)
  - Lianying Wang ( China) 1994
  - Gunhild Berntsen ( Noruega) 2007
  - Ann-Sofie Forssten ( Finlandia) 2007
  - Jenny Lindkvist ( Suecia) 2016

### Carrera de obstáculos
- Hombres: (2:09,8)

- - Yucheng Pan ( China) 2019

- Mujeres: (2:12,4)
  - Ann-Sofie Forssten ( Finlandia) 2007

### Natación con obstáculos
- Hombres: (23,8)
  - Harald Koidl ( Austria) 2000
  - Zhan ( China) 2019
- Mujeres: (27,3)
  - Naiana Freire ( Brasil) 2017

### Lanzamiento con granadas
- Hombres: (216,3 puntos)
  - Hartmut Nienaber ( Alemania) 1983

(236,8 puntos)
- - Diego Vargas ( Argentina) 1999

- Mujeres: (198,7 puntos)
  - Lei Xu ( China) 2003

### Cross-country
- Hombres: (24:25,2)
  - Giuseppe Cappiello ( Italia) 1970
- Mujeres: (13:26,7)
  - Li Yin ( China) 2000

## Campeonatos del Mundo
| Ed.     | Año  | Sede                               | Campeón                      |                     |
| ------- | ---- | ---------------------------------- | ---------------------------- | ------------------- |
| Ed.     | Año  | Sede                               | Individual                   | Equipo              |
| I       | 1950 | Antibes Francia                    | Émile Guegen                 | Francia             |
| II      | 1951 | Antibes Francia                    | Bengt Lorichs                | Suecia              |
| III     | 1952 | Bruselas Bélgica                   | Bengt Lorichs                | Suecia              |
| IV      | 1953 | Estocolmo Suecia                   | Åke Moberg                   | Suecia              |
| V       | 1954 | Antibes Francia                    | Åke Moberg                   | Suecia              |
| VI      | 1955 | Breda Países Bajos                 | Göran Rönnquist              | Suecia              |
| VII     | 1956 | Antibes Francia                    | Mohamed Abdesselem           | Francia             |
| VIII    | 1957 | Bruselas Bélgica                   | Mohamed Abdesselem           | Francia             |
| IX      | 1958 | Atenas Grecia                      | James Moore                  | Francia             |
| X       | 1959 | Kristianstad Suecia                | Stig-Erik Lekberg            | Suecia              |
| XI      | 1960 | Río de Janeiro Brasil              | Nilo Jaime Ferreira da Silva | Brasil              |
| XII     | 1961 | París Francia                      | Mohamed Sahli                | Suecia              |
| XIII    | 1962 | Bruselas Bélgica                   | Bengt Åke Christensson       | Suecia              |
| XIV     | 1963 | Roma Italia                        | Michael Ooms                 | Suecia              |
| XV      | 1964 | Haslemoen Noruega                  | Bengt Åke Christensson       | Suecia              |
| XVI     | 1965 | Arnhem Países Bajos                | Christer Bjerkhagent         | Brasil              |
| XVII    | 1966 | Burdeos Francia                    | Bengt Åke Christensson       | Francia             |
| XVIII   | 1967 | Uppsala Suecia                     | Bengt Åke Christensson       | Suecia              |
| XIX     | 1968 | Río de Janeiro Brasil              | Bengt Åke Christensson       | Suecia              |
| XX      | 1970 | Morón Argentina                    | Jacques Langbour             | Suecia              |
| XXI     | 1971 | Örebro Suecia                      | Vincent Moreau               | Suecia              |
| XXII    | 1973 | Wiener Neustadt Austria            | Hartmut Nienaber             | Austria             |
| XXIII   | 1974 | Skive Dinamarca                    | Hartmut Nienaber             | Francia             |
| XXIV    | 1975 | El Palomar Argentina               | Ernst Engeli                 | Suecia              |
| XXV     | 1976 | Burdeos Francia                    | Hartmut Nienaber             | Alemania Occidental |
| XXVI    | 1977 | Kristinehamn Suecia                | Hartmut Nienaber             | Suecia              |
| XXVII   | 1978 | Wiener Neustadt Austria            | Hartmut Nienaber             | Alemania Occidental |
| XXVIII  | 1979 | Vatneleiren Noruega                | Hartmut Nienaber             | Alemania Occidental |
| XXIX    | 1980 | Múnich Alemania Occidental         | Hartmut Nienaber             | Alemania Occidental |
| XXX     | 1981 | Bremgarten Suiza                   | Ernst Engeli                 | Suiza               |
| XXXI    | 1983 | Farum Dinamarca                    | Hartmut Nienaber             | China               |
| XXXII   | 1984 | Stroe Países Bajos                 | Geir Todal                   | Suiza               |
| XXXIII  | 1985 | Río de Janeiro Brasil              | Ribamar Juvino bandera       | Brasil              |
| XXXIV   | 1986 | Wiener Neustadt Austria            | Hartmut Nienaber             | China               |
| XXXV    | 1987 | Estocolmo Suecia                   | Hartmut Nienaber             | Brasil              |
| XXXVI   | 1988 | Pekín China                        | Yanng Chunyi                 | China               |
| XXXVII  | 1989 | Caracas Venezuela                  | Liang Xifen                  | China               |
| XXXVIII | 1990 | Múnich Alemania                    | Ribamar Juvino bandera       | Brasil              |
| XXXIX   | 1991 | Oslo Noruega                       | Ribamar Juvino bandera       | Brasil              |
| XL      | 1992 | Bremgarten Suiza                   | Li Zhong                     | China               |
| XLI     | 1993 | Skive Dinamarca                    | Xinquiao Guo                 | China               |
| XLII    | 1994 | Resende Brasil                     | Ribamar Juvino bandera       | Brasil              |
| XLIII   | 1995 | Roma Italia                        | Li Zhong                     | China               |
| XLIV    | 1996 | Wiener Neustadt Austria            | Zhao Min                     | China               |
| XLV     | 1997 | Kristinehamn Suecia                | Carlos Alberto Silva         | China               |
| XLVI    | 1998 | Pekín China                        | Li Zhong                     | China               |
| XLVII   | 1999 | Zagreb Croacia                     | Yang Chunyi                  | China               |
| XLVIII  | 2000 | Holstebrö Dinamarca                | liu Wei                      | China               |
| XLIX    | 2001 | Arlon Bélgica                      | Carlos Alberto Silva         | China               |
| L       | 2002 | Schaarsbergen Países Bajos         | Stefano Palma                | China               |
| LI      | 2003 | Toledo España                      | Feng Liwen                   | China               |
| LII     | 2004 | Santiago de Chile Chile            | He Shugan                    | China               |
| LIII    | 2006 | Wiener Neustadt Austria            | Yang Shiwei                  | China               |
| LIV     | 2007 | Hyderabad India                    | Maksim Kanafin               | China               |
| LV      | 2008 | Ankara Turquía                     | Yang Shiwei                  | China               |
| LVI     | 2009 | Múnich Alemania                    | Robert Krawczyk              | China               |
| LVII    | 2010 | Schaarsbergen Países Bajos         | Brian Dådbjerg               | -                   |
| LVIII   | 2011 | Río de Janeiro Brasil              | Shugan He                    |                     |
| LIX     | 2012 | Lathi Finlandia                    | Dainis Stepe                 | -                   |
| LX      | 2013 | Río de Janeiro Brasil              | Douglas Castro               | -                   |
| LXI     | 2014 | Yeongcheon Corea del Sur           | Guobao Gong                  | Rusia               |
| LXII    | 2015 | Mungyeong-Yeongcheon Corea del Sur | Sergei Alpatov               | Rusia               |
| LXIII   | 2016 | Wiener Neustadt Austria            | Sergei Alpatov               | Brasil              |
| LXIV    | 2017 | Salinas Ecuador                    | Yucheng Pan                  | China               |
| LXV     | 2018 | Wiener Neustadt Austria            | -                            | -                   |